# Station Żychlin Elektrownia
Station Żychlin Elektrownia is een spoorwegstation in de Poolse plaats Żychlin.